# あやみ
あやみ（ayamy、生年非公表、6月10日 - ）は、日本のイラストレーター、バーチャルYouTuber。

## 人物
- ハンドルネームの由来は綾波レイ。中学高校時代に新世紀エヴァンゲリオンにハマり、「あやなみ」から一文字抜いて「あやみ」とした[1]。
- 日本語、韓国語、英語の三か国語を話せるトリリンガル。日本での活動を中心としているが、母国語は日本語ではないことを明かしている。
- 大の猫好きで、「クマちゃん」「プーさん」という名前の猫を二匹飼っている。
- 「あやみファミリー」というグループを結成し、自身がキャラクターデザインを担当したバーチャルYouTuberたちと不定期にコラボ配信を行っている。
- 同じくイラストレーターのがおう、やすゆきと親交があり、各々がデザインを手掛けたバーチャルYouTuberで結成された「Melty+（）」というユニットを共同でプロデュースしていた。（現在は解散済み[2]。）

## 作品リスト

### 挿絵・イラスト
書籍
- 絶対彼女作らせるガール！（著：まほろ勇太、MF文庫J）
- 青春敗者ぼっち野郎、金髪尻軽ギャルのお気に入りになる（著：刑部大輔、角川スニーカー文庫）
- そして異端の創換術師 現代魔術師、千年前に転移させられたので新たな歴史を創る（著：えいちだ、電撃文庫）
- 今はまだ「幼馴染の妹」ですけど。（著：涼暮皐、MF文庫J）
- 漆黒のデュランダル伝説 ～ただの中二病の俺が勇者に祭りあげられてしまった件～（著：ウロジ太郎、TapNovel）
- うちの家庭教師がグイグイきすぎて勉強どころじゃない！（著：ハマカズシ、ガガガ文庫）
- 尽くしたがりなうちの嫁についてデレてもいいか？（著：斧名田マニマニ、GA文庫）
- 性別不詳VTuberたちがオフ会したら俺以外全員女子だった（著：最宮みはや、富士見ファンタジア文庫）

ゲーム
- アズールレーン（Yostar、1周年記念イラスト[3]）
- ブルーアーカイブ（Yostar、3周年記念イラスト[4]）

### キャラクターデザイン
ゲーム
- シドストーリー
- ソウル戦記（井伊春菜）
- Anibabe! Choose your Girlシリーズ
  - My Billionaire Girlfriend
  - My Crazy High School Romcom!
  - Spellbound Schoolgirls!
  - Re:High School
  - I Made a Contract with 3 Cute Devils?!
  - My Sweet Summer Oni
- 神殺しのアリア（メインキャラクターデザイン）
- ブルーアーカイブ（円堂シミコ）

バーチャルYouTuber
- 夜空メル（ホロライブ/カバー株式会社）
- コグレピヨコ（WACTOR/株式会社WACTOR）
- 花守へるし（個人勢VTuber）
- 夜想といき（個人勢VTuber、元drop production/株式会社zowieQ）
- Shabel Tonya（idol/idol virtual talents LTD）
- ルイズ・プリエール（Varium/株式会社アシスト）
- ミント・ファントーム（個人勢VTuber）

### フィギュア原案
- 初音ミク フィギュア Winter image ver.（株式会社タイトー）[5]
- あやみ先生オリジナルイラスト「さな」水着ver. 1/7スケール 塗装済み完成品フィギュア（B´full FOTS JAPAN）[6]
- Vあやみ猫 ver.（HAPPYEAH）[7]

## イベント

### 展覧会
- あやみイラスト展 ぼくの彼女（2019年2月1日 - 2月10日）[8]
- あやみイラスト展 ぼくの彼女２（2020年10月16日 - 10月25日）[9]
  - ぼくの彼女２ 名古屋（2021年2月26日 - 3月7日）[10]
  - ぼくの彼女２ 大阪（2021年3月19日 - 3月28日）[10]
- マシュマロ彼女 oh! my marshmallow（2022年6月11日 - 6月19日）[11]
- 絵師100人展 13（2023年4月29日 - 5月7日）[12]
- あやみイラスト展 ぼくの彼女３（2023年10月13日 - 10月22日）[13]

### コラボカフェ
- あやみファミリーコラボカフェ（2024年3月14日 - 3月24日）[14]